# Columba albitorques
La paloma etíope (Columba albitorques) es una especie de ave de la familia Columbidae.
La especie es endémica del macizo etíope en Eritrea y Etiopía. Ocupa los alrededores de los acantilados rocosos y los barrancos. También es común en los centros urbanos.

## Descripción
Mide 32 centímetros de largo. Esta gran paloma gris o marrón tiene un cuello blanco en obvio contraste con una cabeza de plumas oscuras. En vuelo, muestra grandes manchas blancas en los interiores de las alas.